# Paulo Coelho
Paulo Coelho (født 24. august 1947 i Rio de Janeiro) er en brasiliansk forfatter.
Coelho har udgivet en række bøger, og er mest kendt for sin bog O Alquimista (på dansk Alkymisten), som er blevet udgivet på 56 sprog. Alene i Brasilien blev den solgt i over 2 mio. eksemplarer. Hans næstmest berømte bog er Onze Minutos (på dansk Elleve minutter). 
Coelho har fået en række internationale udmærkelser, bl.a. Crystal Award fra World Economic Forum, og den højeste franske orden, Æreslegionen.
Coelhos bøger er solgt i mere end 56 mio. eksemplarer verden over. 
I januar 2001 blev Coelho medlem af bestyrelsen i Schwab Foundation for Social Entrepreneurship, som er en organisation, der arbejder med sociale projekter.
I 2007 var Coelho den første forfatter til at modtage æresprisen H.C. Andersens Litteraturpris i Odense.

## Udvalgte værker
- Pilgrimsrejsen, 1987 (1. bog)
- Alkymisten, 1988
- Veronika beslutter at dø, 1998
- Det femte bjerg, 1998
- Djævelen og frøken Prym, 2000
- Elleve minutter, 2003
- Alef, 2015
- Hippie, 2018
- The Archer 2020 (Kun på engelsk pt.)